# Madison County (Arkansas)
Das Madison County ist ein County im US-Bundesstaat Arkansas. Der Verwaltungssitz (County Seat) ist Huntsville. Das County gehört zu den Dry Countys, was bedeutet, dass der Verkauf von Alkohol eingeschränkt oder verboten ist.
Das Madison County ist Bestandteil der Metropolregion Fayetteville–Springdale–Rogers in Arkansas und Missouri.

## Geographie
Das County liegt fast im äußersten Nordwesten von Arkansas, ist im Norden etwa 35 km von Missouri, im Westen etwa 60 km von Oklahoma entfernt und hat eine Fläche von 2168 Quadratkilometern, wovon ein Quadratkilometer Wasserfläche ist. Es grenzt an folgende Countys:
| Benton County     | Carroll County  |                |
| Washington County |                 | Newton County  |
| Crawford County   | Franklin County | Johnson County |

## Geschichte

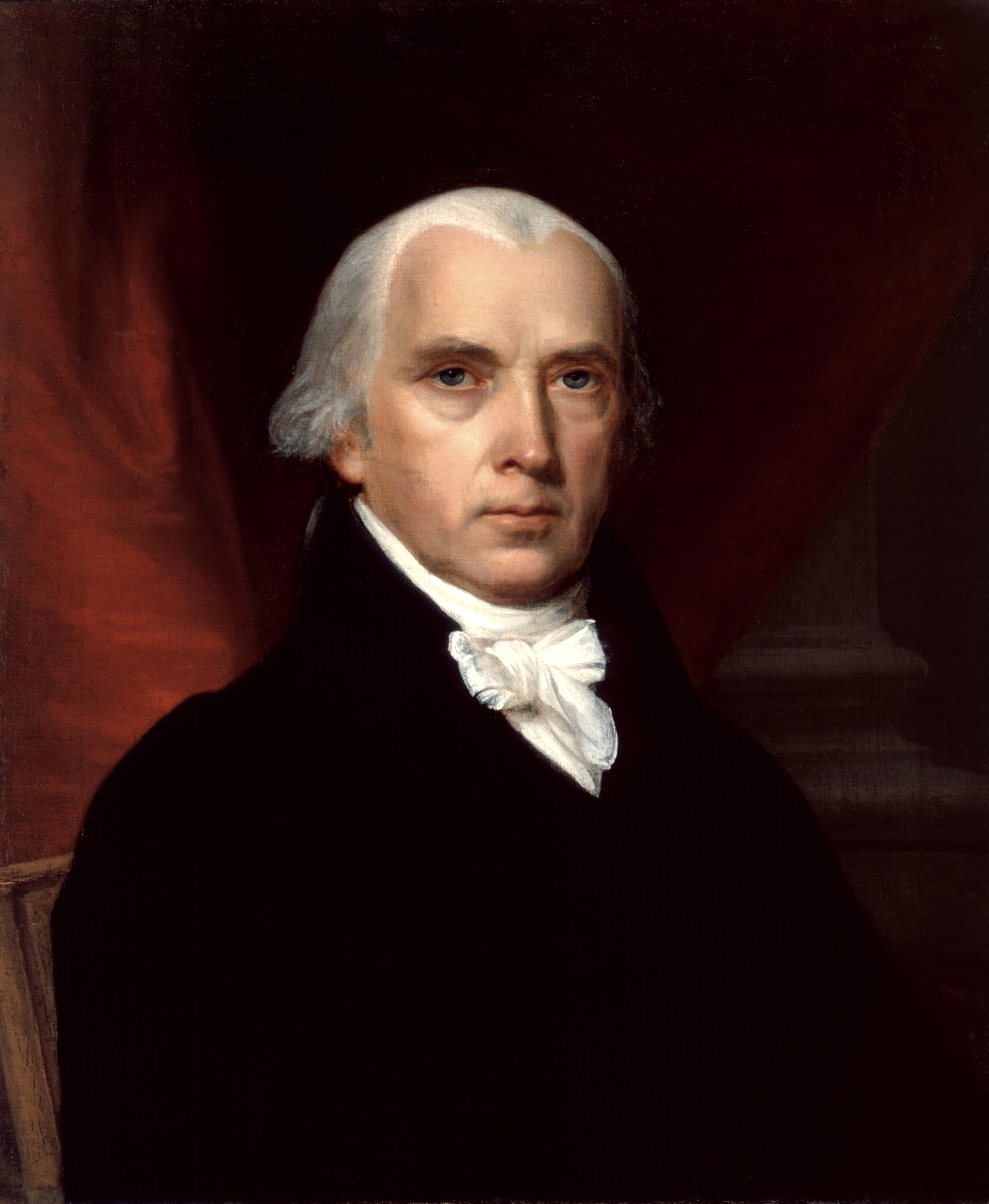
J. Madison

Das Madison County wurde am 30. September 1836 aus Teilen des Washington County gebildet. Benannt wurde es nach James Madison (1751–1836), dem vierten Präsidenten der USA (1809–1817).
Lange bevor die ersten europäischen Auswanderer 1826 in dieses Gebiet kamen, wurde es von verschiedenen Indianervölkern und deren Untergruppen entlang der Fluss- und Bachläufe besiedelt.
Die ersten Gerichtsverhandlungen wurden bis zur Fertigstellung des ersten Gerichtsgebäudes 1839 in Privathäusern abgehalten.
Während des Amerikanischen Bürgerkrieges wurde das Gerichtsgebäude vom Militär zerstört. Das nach dem Krieg 1871 neu erbaute Gebäude wurde am 1. Dezember 1879 durch einen Brand komplett zerstört, und das heute noch existierende Gebäude wurde im Oktober 1882 fertiggestellt.

## Demografische Daten
Nach der Volkszählung im Jahr 2010 lebten im Madison County 15.717 Menschen in 5440 Haushalten. Die Bevölkerungsdichte betrug 7,3 Einwohner pro Quadratkilometer.
Ethnisch betrachtet setzte sich die Bevölkerung zusammen aus 93,6 Prozent Weißen, 0,2 Prozent Afroamerikanern, 1,2 Prozent amerikanischen Ureinwohnern, 0,5 Prozent Asiaten sowie aus anderen ethnischen Gruppen; 1,7 Prozent stammten von zwei oder mehr Ethnien ab. Unabhängig von der ethnischen Zugehörigkeit waren 4,8 Prozent der Bevölkerung spanischer oder lateinamerikanischer Abstammung.
In den 5440 Haushalten lebten statistisch je 2,81 Personen.
23,5 Prozent der Bevölkerung waren unter 18 Jahre alt, 58,7 Prozent waren zwischen 18 und 64 und 17,8 Prozent waren 65 Jahre oder älter. 50,0 Prozent der Bevölkerung war weiblich.
Das jährliche Durchschnittseinkommen eines Haushalts lag bei 33.117 USD. Das Prokopfeinkommen betrug 17.776 USD. 18,7 Prozent der Einwohner lebten unterhalb der Armutsgrenze.

## Kultur und Sehenswürdigkeiten

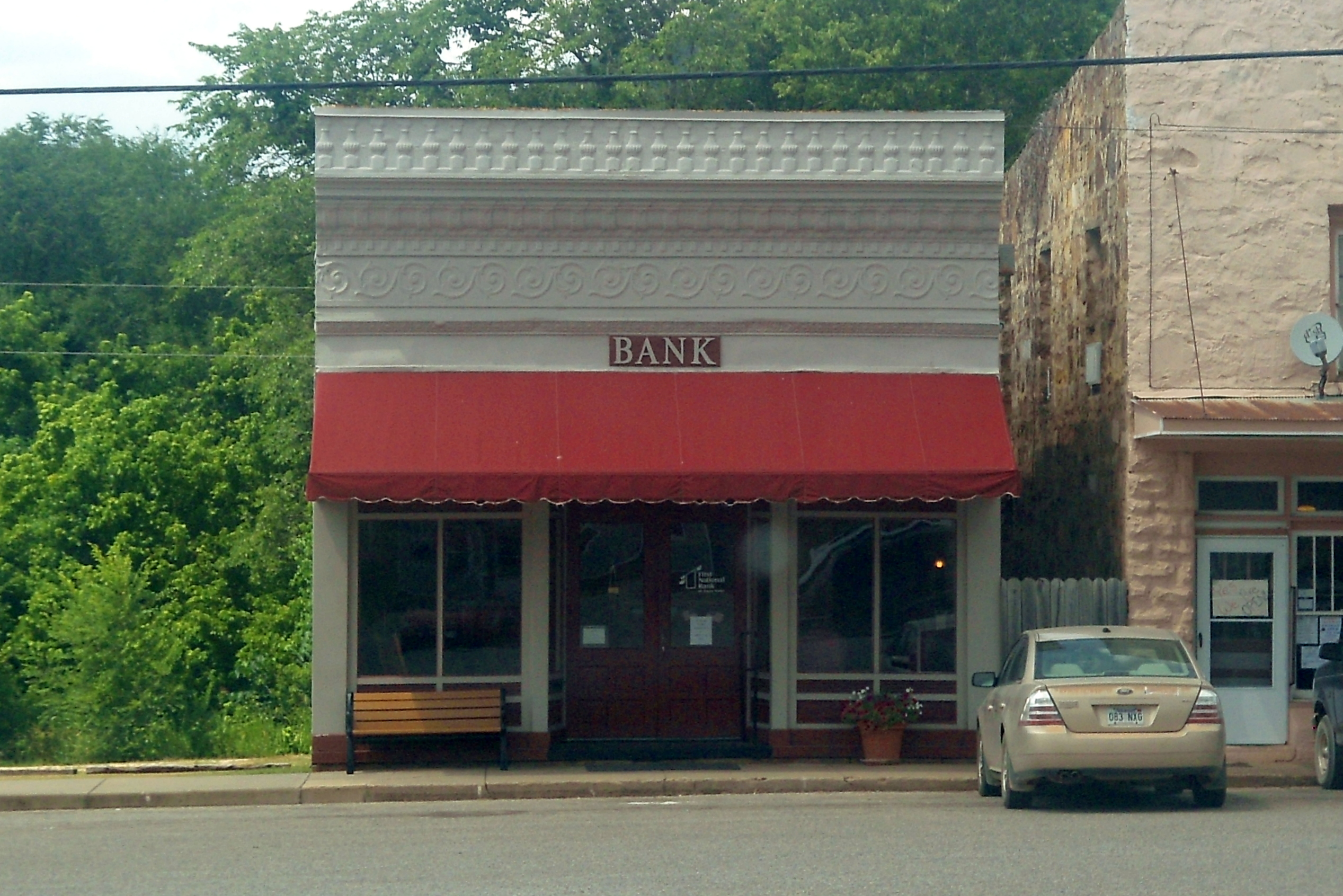
Bank of Kingston (2013). Dieses 1911 errichtete Bankgebäude wurde im März 1982 als erstes Objekt des County im NRHP eingetragen.

Elf Bauwerke und historische Bezirke (Historic Districts) des Countys sind im National Register of Historic Places („Nationales Verzeichnis historischer Orte“; NRHP) eingetragen (Stand 25. Mai 2022), darunter das Gerichts- und Verwaltungsgebäude des County, drei Schulen und zwei Brücken.

## Orte im Madison County
| City - Huntsville | Towns - Hindsville - Saint Paul |

Unincorporated Communitys
| - Aurora - Brashears - Clifty - Combs | - Forum - Georgetown - Kingston - Old Alabam | - Pettigrew - Wesley - Witter |

weitere Orte
- Alabam
- Asher
- Boston
- Brannon
- Buckeye
- Cannon Creek
- Cross Roads
- Crosses
- Delaney
- Drakes Creek
- Dutton
- Harmony
- Hartwell
- Health
- Japton
- Loy
- Marble
- Patrick
- Purdy
- Red Star
- Reynolds
- Rock
- Rockhouse
- Roxton
- Thompson
- Thorney
- Venus
- Weathers
- West Liberty
- Wharton
- Whitener

Townships
- Alabam Township
- Bohannon Township
- Boston Township
- Bowen Township
- California Township
- Hilburn Township
- Japton Township
- Kentucky Township
- Kings River Township
- Lamar Township
- Lincoln Township
- Marble Township
- Mill Creek Township
- Prairie Township
- Purdy Township
- Richland Township
- Valley Township
- Venus Township
- War Eagle Township
- Wharton Creek Township
- White River Township